# Savognin
Savognin (föråldrat tyskt och tidigare officiellt namn: Schweiningen)  är en ort och tidigare kommun i distriktet Albula i den schweiziska kantonen Graubünden. Från och med 2016 är den en del av kommunen Surses.
Byn Savognin är sedan urminnes tider politiskt och kommersiellt centrum för hela Surses-dalen. I samband med turismens ökade betydelse har samhället byggts ut kraftigt, främst under 1960- och 1970-talet. 1978 byggdes en snökanon i Savognin, som första ort i Alperna. 

## Språk
Det traditionella språket är surmeirisk rätoromanska, som förr var hela befolkningens modersmål. Under senare delen av 1900-talet har deras andel dock sjunkit till drygt hälften, till förmån för tyska. Undervisningsspråket i skolan är rätoromanska i årskurs 1-6 och tyska i årskurs 7-9.

## Religion
Flertalet av invånarna är katoliker, och Savognin har inte mindre än tre katolska kyrkor. Eftersom en reformert minoritet har uppstått i området, till följd av inflyttning, finns sedan 1988 också en reformert kyrka.